# Lisa Christensen (författare)
Lisa Marie Christensen, född 3 juni 1976 i Stockholm, är en svensk författare. Christensen har studerat litteraturvetenskap och arbetar med marknadsföring. Hon debuterade som författare 2020 med boken Spela roll.